# راسموس نيسن (لاعب كرة قدم)
راسموس نيسن (بالدنماركية: Rasmus Nissen)‏ هو لاعب كرة قدم دنماركي، ولد في 25 يونيو 2001 في أودنسه في الدنمارك.

## وصلات خارجية
- راسموس نيسن (لاعب كرة قدم) على موقع قاعدة بيانات كرة القدم.إي يو (الإنجليزية)
- راسموس نيسن (لاعب كرة قدم) على موقع Soccerway.com (الإنجليزية)